# Barlowia
Barlowia is een geslacht van vlinders van de familie spinneruilen (Erebidae), uit de onderfamilie Lymantriinae.

## Soorten
- B. charax (Druce, 1896)
- B. nephodes Collenette, 1932
- B. pyrilampes Collenette, 1931